# Cladobrostis
Cladobrostis is een geslacht van vlinders van de familie grasmineermotten (Elachistidae).

## Soorten
- C. melitricha Meyrick, 1921